# Целинный сельсовет (Хакасия)
Целинный сельсовет — сельское поселение в Ширинском районе Хакасии.
Административный центр — село Целинное.

## История
Статус и границы сельского поселения установлены Законом Республики Хакасия от 7 октября 2004 года № 63 «Об утверждении границ муниципальных образований Ширинского района и наделении их соответственно статусом муниципального района, сельского поселения»

## Население
| 2002  | 2010  | 2012  | 2013  | 2014  | 2015  | 2016  |
| ----- | ----- | ----- | ----- | ----- | ----- | ----- |
| 1523  | ↗1533 | ↘1519 | ↘1494 | ↘1484 | ↘1455 | ↗1461 |
| 2017  | 2018  | 2019  | 2020  | 2021  |       |       |
| ↘1436 | ↘1432 | ↘1380 | ↘1373 | ↘1361 |       |       |

## Состав сельского поселения
В состав сельского поселения входит один населённый пункт — село Целинное.

## Местное самоуправление
Администрация
с Целинное, Ленина,  9
Глава администрации
- Чепелин Олег Михайлович